# Live at Last (Anastacia)
Live at Last è un doppio DVD della cantante statunitense Anastacia, uscito il 27 marzo 2006. I due DVD includono le riprese dei concerti del Live at Last Tour tenuti a Berlino (Velodome, 24 ottobre 2004) e Monaco (Olympiahalle, 26 ottobre 2004). Non è presente One Day in Your Life, che spesso era eseguita da Anastacia con due membri del pubblico. Nel secondo DVD trovano posto i videoclip degli ultimi quattro singoli della cantante e cinque video alternativi di altrettante canzoni.

## Setlist
- Disco 1 - Il concerto

1. Opening Sequence
2. Intro
3. Seasons Change
4. Why'd You Lie to Me
5. Sick and Tired
6. Secrets
7. Not That Kind
8. Funky Band Breakdown
9. Freak of Nature
10. Ballet Interlude
11. Black Roses
12. You'll Never Be Alone
13. Heavy on My Heart
14. Welcome to My Truth
15. Underground Army
16. Who's Gonna Stop the Rain
17. Overdue Goodbye
18. Time
19. Left Outside Alone
20. I Do
21. Make a Difference Exit
22. Paid My Dues
23. I'm Outta Love

Disco 2 - Contenuti extra
- The Making of Live at Last (documentario)
- Versioni alternative dei video:
  1. Seasons Change
  2. Rearview
  3. Underground Army
  4. Time
  5. I Do
- Video musicali:
  1. Everything Burns
  2. Left Outside Alone
  3. Pieces of a Dream
  4. I Belong to You (Il ritmo della passione) (duetto con Eros Ramazzotti)

## Classifiche
| Chart (2006) | Peak |
| ------------ | ---- |
| Austria      | 1    |
| Finlandia    | 1    |
| Germania     | 1    |
| Italia       | 1    |
| Paesi Bassi  | 1    |
| Belgio       | 2    |
| Ungheria     | 3    |
| Portogallo   | 3    |
| Spagna       | 3    |
| Regno Unito  | 4    |
| Grecia       | 5    |
| Danimarca    | 5    |
| Francia      | 8    |
| Australia    | 33   |